# Club Sportivo San Lorenzo
Maillots
Le Club Sportivo San Lorenzo est un club paraguayen de football basé à San Lorenzo.

## Palmarès
- Championnat du Paraguay D2 :
  - Champion (7) : 1949, 1953, 1960, 1984, 1987, 1994 et 2014.

- Championnat du Paraguay D3 :
  - Champion (2) : 2009 et 2017.

## Personnalités

### Anciens joueurs
- Víctor Aquino
- Braulio Armoa
- Pedro Benítez
- Fabio Escobar
- Cristian Riveros